# Bazi nagy francia lagzik
A Bazi nagy francia lagzik (eredeti cím: Qu'est-ce qu'on a fait au Bon Dieu?, angol cím: Serial (Bad) Weddings) 2014-es francia filmvígjáték Philippe de Chauveron rendezésében. A főszerepben Christian Clavier és Chantal Lauby látható.
A film a Bazi nagy francia lagzik-filmsorozat első része. A folytatás 2019-ben jelent meg Bazi nagy francia lagzik 2. címmel, 2022-ben pedig a Bazi nagy francia lagzik 3. is megjelent.

## Rövid történet
Egy francia katolikus pár élete gyökeresen megváltozik, amikor négy lányuk különféle nemzetiségű és vallású férfiakkal házasodnak.

## Szereplők
- Christian Clavier: Claude Verneuil
- Chantal Lauby: Marie Verneuil
- Medi Sadoun: Rashid Ben Assem
- Ary Abittan: David Benichou
- Frédéric Chau: Chao Ling
- Noom Diawara: Charles Kofi
- Pascal N'Zonzi: André Kofi, Charles apja
- Salimata Kamate: Madeleine Kofi, Charles anyja
- Tatiana Rojo: Viviane Kofi, Charles nővére
- Frédérique Bel: Isabelle Ben Assem Verneuil
- Julia Piaton: Odile Benichou Verneuil
- Émilie Caen: Ségolène Ling Verneuil
- Élodie Fontan: Laure Verneuil
- Élie Semoun: pszichológus
- Loïc Legendre: chinoni pap
- David Salles: rendőr
- Axel Boute: a fiatal "albínó" ember a cellában

## Háttér
A film Chinonban játszódik, de Párizsban és Normandiában forgattak. A chinoni kastélyról készült felvételek 2013. december 10-én készültek.

## Fogadtatás
Franciaországban pozitív kritikákat kapott az értékelőktől. Az AlloCiné oldalán 4.2 pontot szerzett az ötből, 9200 kritika alapján. A sajtó képviselői 3.7 ponttal értékelték az ötből. A Le Figaro "egy jelenségnek" és "viccesnek" nevezte.
Az angol nyelvterületen azonban már megoszlottak róla a vélemények: az Egyesült Királyságban vegyes kritikákat szerzett, míg az Egyesült Államokban megbukott. A National Post szerint a "film humora gyakran átlépi a jó ízlés határvonalát és rasszista megjegyzéseket tesz. Másrészt pedig nem sokszor vicces." A Variety magazin kritizálta a filmben felhasznált rasszista sztereotípiákat.